# Kyan Douglas
Kyan Douglas, właściwie Hugh Edward Douglas Jr. (ur. 5 maja 1970 w Miami) – amerykańska osobowość medialna, wizażysta. W latach 2003–2007 współprowadził program rozrywkowy Porady różowej brygady (Queer Eye for the Straight Guy).

## Życiorys
Urodził się w Miami na Florydzie, lecz wychowywał się w Tampie i Tallahassee. Ma starszą siostrę Kelli i jest bardzo zżyty ze swoją rodziną. Po ukończeniu szkoły średniej Lincoln High School przeniósł się do Dallas w stanie Teksas, gdzie studiował filozofię w Brookhaven Community College. Po kolejnej przeprowadzce, tym razem do miejscowości Austin, nabrał ambicji aktorskich; zaczął studiować aktorstwo na University of Texas at Austin, pomimo iż przeszkadzała mu w tym jego nieśmiałość. Jako dwudziestoparolatek osiedlił się w Nowym Orleanie (stan Luizjana), gdzie kontynuował studia na Loyola University, oraz gdzie ostatecznie otrzymał wykształcenie teatroznawcze i w dziedzinie produkcji filmowej. W 1996 trzej bliscy przyjaciele Douglasa zostali zamordowani w akcie napadu na restaurację. Tragedia ta była dla niego motywacją do opuszczenia Nowego Orleanu i rozpoczęcia nowego życia.
W 2003 przyniósł mu popularność udział w programie stacji Bravo Porady różowej brygady (Queer Eye for the Straight Guy). Pojawił się w nim jako jeden z pięciu prezenterów, ekspert od fryzury i uczesania, higieny osobistej oraz make-upu. Program emitowano przez pięć sezonów, począwszy od lipca 2003, aż do października 2007, a Douglas, wraz z Jaiem Rodriguezem, Tedem Allenem, Thomem Filicią i Carsonem Kressleyem, odebrał za swój udział w nim nagrodę Emmy w 2004.
Od marca 2004 do sierpnia 2006 był partnerem Gregory'ego Durhama, publicysty i aktywisty gejowskiego. Lipcem 2006 para zaręczyła się, wkrótce potem jednak Douglas wyznał, że jego związek z Durhamem jest oficjalnie zakończony. Przypisywano mu także romans z Robertem Gantem, lecz w wywiadzie dla magazynu TV Guide Douglas zdementował tę plotkę, wyznając, że z Gantem łączy go przyjaźń.